# Tocantínia
Tocantínia (em aquém Krikahâ [kɾikahə]:44) é um município brasileiro do estado do Tocantins. Localiza-se a uma latitude 09º33'49" sul e a uma longitude 48º22'36" oeste, estando a uma altitude de 202 metros. Sua população estimada em 2004 era de 5 872 habitantes. A cidade de Tocantínia forma uma conurbação com o município vizinho de Miracema do Tocantins.
Em 2012, a Câmara Municipal de Tocantínia aprovou e o Prefeito Municipal sancionou uma Lei tornando a língua indígena aquém, idioma oficial do Município junto com o português.
O município foi criado em 7 de outubro de 1953 e instalado em 1 de janeiro de 1954. Estima-se uma população de sete mil habitantes. A cidade possui atrativos turísticos como a Praia do Limoeiro, Aldeia Indígena Xerente, Balneário Salete e recantos da Piabanha e das Oliveiras.